# 本吉纳·楠阿苏里机场
本吉纳·楠阿苏里机场（印尼语：Bandar Udara Benjina-Nangasuri）在印度尼西亚马鲁古省阿鲁群岛县马伊库尔岛上，位于阿鲁群岛的最大城镇多波以南。机场没有定期航班，但特许或私人飞机可以在这个简易机场着陆。

## 资料来源
1. ↑  .   [2017-04-11]. （原始内容存档于2017-02-02）.
2. ↑  .   [2017-04-11]. （原始内容存档于2016-04-18）.
3. ↑  .   [2017-04-11]. （原始内容存档于2016-03-03）.
4. ↑  .   [2017-04-11]. （原始内容存档于2017-01-31）.